# دائرة بني ونيف
دائرة بني ونيف إحدى دوائر ولاية بشار الجزائرية . عاصمتها هي بني ونيف وتضم بلديات : 
- بني ونيف